# Barry Middleton
Barry John Middleton (Doncaster, 12 januari 1984) is een Engels hockeyer.
Middleton speelt sinds april 2003, toen hij debuteerde in een wedstrijd tegen België, voor de Engelse hockeyploeg. Met deze ploeg werd hij in 2009 Europees kampioen, de eerste grote prijs voor die ploeg sinds de Olympische Spelen van 1920. Met de Britse hockeyploeg maakte de aanvaller deel uit van de selecties die uitkwamen op de Olympische Spelen van 2004 (9de plaats), 2008 (5de plaats) en 2012 (4de plaats).
In clubverband speelde Middleton voor Cannock HC, HGC en East Grinstead HC.  